# Hendon

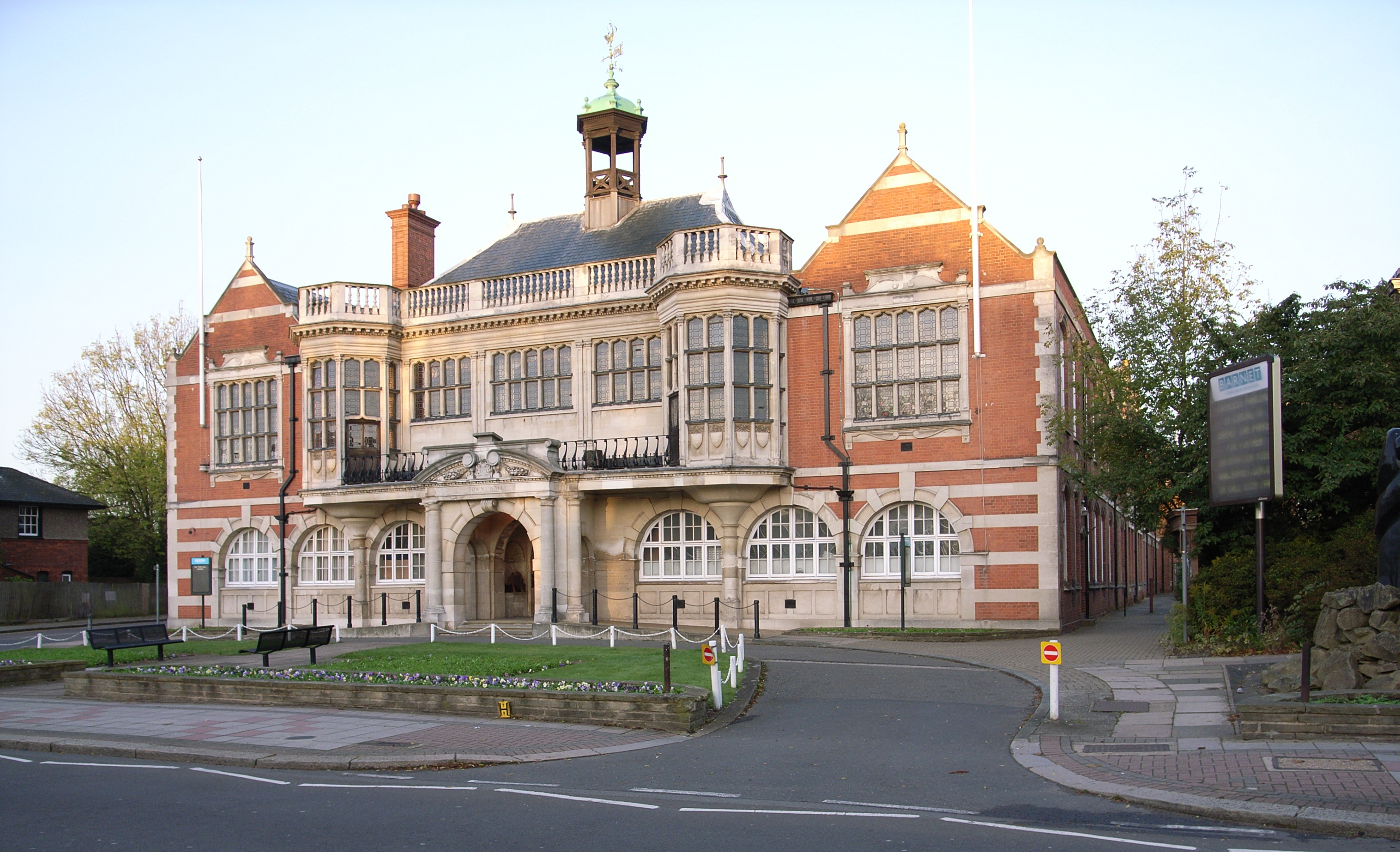
Câmara Municipal de Hendon

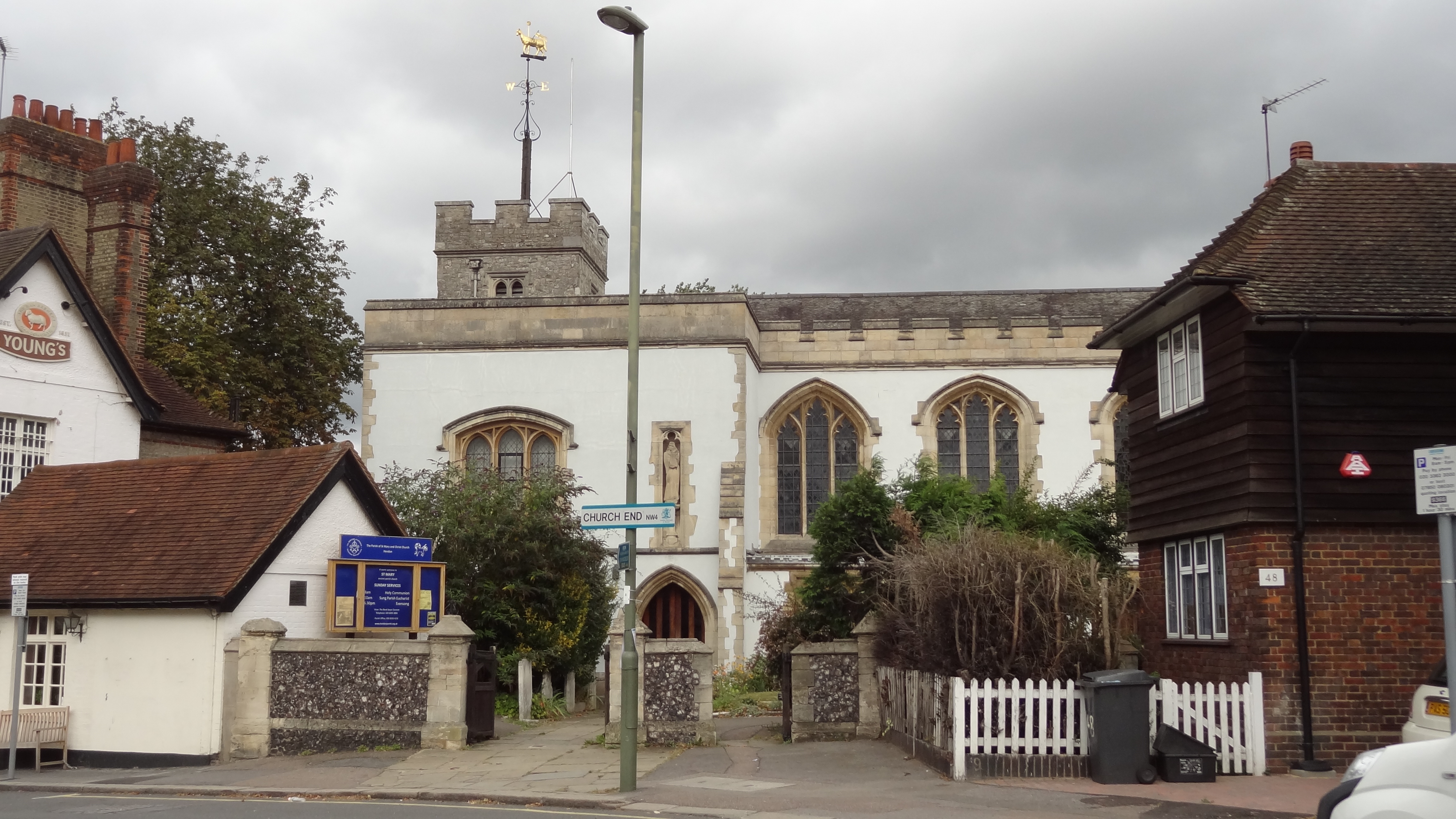
Igreja paroquial de Hendon

Hendon é um subúrbio da cidade de Londres situado a 11 km a noroeste de Charing Cross.

## História
| 1881                                             | 10.484   |
| 1891                                             | 15.,843  |
| 1901                                             | 22.450   |
| 1911                                             | 38.806   |
| 1921                                             | 56.013   |
| ◄ Integração da paróquia de Edgware              |          |
| 1931                                             | 115.682  |
| 1941                                             | guerra * |
| 1951                                             | 155.857  |
| 1961                                             | 151.843  |
| * sem informação devido à Segunda Guerra Mundial |          |
| fonte: Censo do RU                               |          |

Historicamente, Hendon foi uma paróquia civil no condado de Middlesex. A região é descrita no Domesday Book (1086); o nome, Hendun, que significa "na colina mais alta", é anterior. Existência provas da presença dos romanos descobertas pela Sociedade Arqueológica de Hendon & Distrito, e outras: uma urna com uma criança sem cabeça foi descoberta na região próxima de Sunny Hill Park. 
A igreja paroquial de Hendon data nos séculos XV e XVI. A igreja tem um cata-vento na forma de um anho e uma bandeira; porém, é não devotada a São João Batista, mas a Santa Maria (St Mary's Church). O administrador colonial e naturalista Thomas Stamford Raffles e o jogador e técnico Herbert Chapman são sepultados na igreja.
A linha de caminho-de-ferro, Midland Railway, e a Great Northern Railways foram construídas na década de 1860. O metropolitano foi construído em 1907. A maior parte de Hendon desenvolveu-se como um subúrbio de Londres e, actualmente (2011), a região é maioritariamente rural na zona de Mill Hill, deswtacando-se os campos Copthall Playing. A principal indústria de Hendom é a fabril, onde se inclui o fabrico de motores e peças de avião, desde os anos 1880. Em 1931 a paróquia civil de Edgware foi abolida e a sua área foi integrada na de Hendon.   
Hendon tornou-se um distrito urbano em 1894. Em 1932, passou a Borough Municipal de Hendon. Este borough foi extinto em1965, passando a fazer parte de Barnet, um Borough de Londres. 
Um dos principais pontos de relevo de Hendon, é o Royal Air Force Museum, situado no aeródromo de Hendon. O local está directamente associado ao aviador Claude Grahame-White. Noutra zona do aeródromo, fica a escola de polícia de Hendon, um centro de treino das Polícia Metropolitana.